# St. Augustine (Trinidad und Tobago)
St. Augustine ist eine Stadt in Trinidad und Tobago. Sie liegt im East-West-Corridor in der Region Tunapuna-Piarco.

## Lage
St. Augustine liegt im Norden der Insel Trinidad, mitten im East-West Corridor, der südlich der Northern Range von Westen nach Osten verlaufenden Metropolregion der Landeshauptstadt Port of Spain. Da Port of Spain im Norden durch die Northern Range und im Süden durch den Caroni Swamp begrenzt ist, weitete sich die Stadt im Laufe der Zeit nach Osten aus. Der dadurch entstandene East-West-Corridor ist so dicht besiedelt, dass früher eigenständige Städte heute fließend ineinander übergehen und eher den Charakter von Stadtteilen der Hauptstadt-Agglomeration haben. Formell sind sie jedoch weiterhin unabhängig. Die kleinste Verwaltungseinheit auf Trinidad sind die Communities. St. Augustine besteht aus den Communities Mount St. Benedict, St. Augustine, St. Augustine South, St. John’s Village und Santa Margarita. Die Stadt geht, gegen den Uhrzeigersinn und im Westen beginnend, über in St. Joseph, Valsayn, Curepe, Macoya, Tunapuna und Maracas. Problematisch für eine geographische Zuordnung ist, dass eine Community unterschiedlichen Städten, Wahlkreisen und postalischen Gebieten angehören kann. Die Community Santa Margarita gehört zum Beispiel politisch zur Stadt St. Augustine, jedoch zum Postleitzahlengebiet von Tunapuna und zum Wahlkreis Curepe.

## Wirtschaft
Größte Arbeitgeber der Stadt sind die Bildungseinrichtungen, insbesondere die UWI. Industrie hat sich entlang des Churchill Roosevelt Highway, der bedeutendsten Ost-West-Trasse Trinidads, angesiedelt. Es gibt Betriebe der Nahrungsmittel- und Leichtindustrie für den lokalen Bedarf und die Versorgung der Nachbarinseln.

## Einrichtungen
In St. Augustine befindet sich einer der vier Campus der University of the West Indies mit ca. 18.000 eingeschriebenen Studenten. Dort werden unter anderem die weltweit erste Forschungsstelle für tropische Landwirtschaft sowie das Seismic Research Centre, ein Fachinstitut für vulkanische und seismische Aktivitäten in der englischsprachigen Karibik, beherbergt. Weitere Bildungseinrichtungen in St. Augustine sind:
- Die nach Hugh Wooding benannte Hugh Wooding Law School, eine von drei Law Schools der karibischen Commonwealth-Staaten, die legal education certificates vergeben dürfen.
- Die School of Accounting and Management, eine Zweigstelle der Anglia Ruskin University.

Ab 1912 wurde in die Northern Range oberhalb von St. Augustine durch aus Brasilien kommende Benediktinermönche die Abtei Mount Saint Benedict erbaut, ein Gebäudekomplex aus katholischer Kirche, Kloster, Priesterseminar, Joghurtmanufaktur, Drogenrehabilitationszentrum und Gästehaus.
St. Augustine verfügt über ein privates Krankenhaus. In der Stadt befindet sich die Sendezentrale von Resurface Radio, einem privaten Radiosender. Der St. Augustine FC spielt in der Premier League der Trinidad & Tobago Women’s League Football.

## Persönlichkeiten
- Ian McDonald (* 1933), Schriftsteller
- Tyra Gittens (* 1998), Leichtathletin

## Galerie

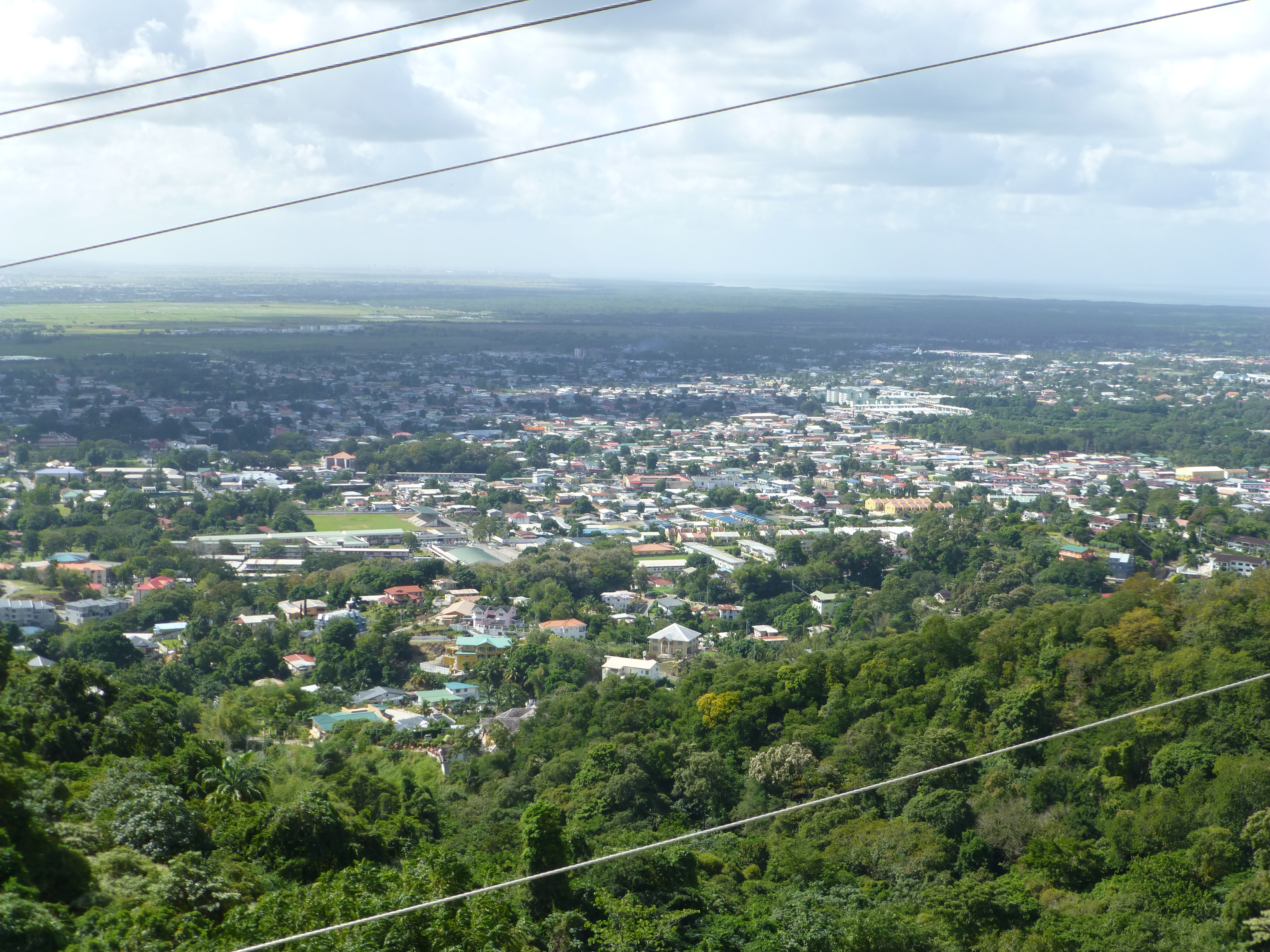
St. Augustine
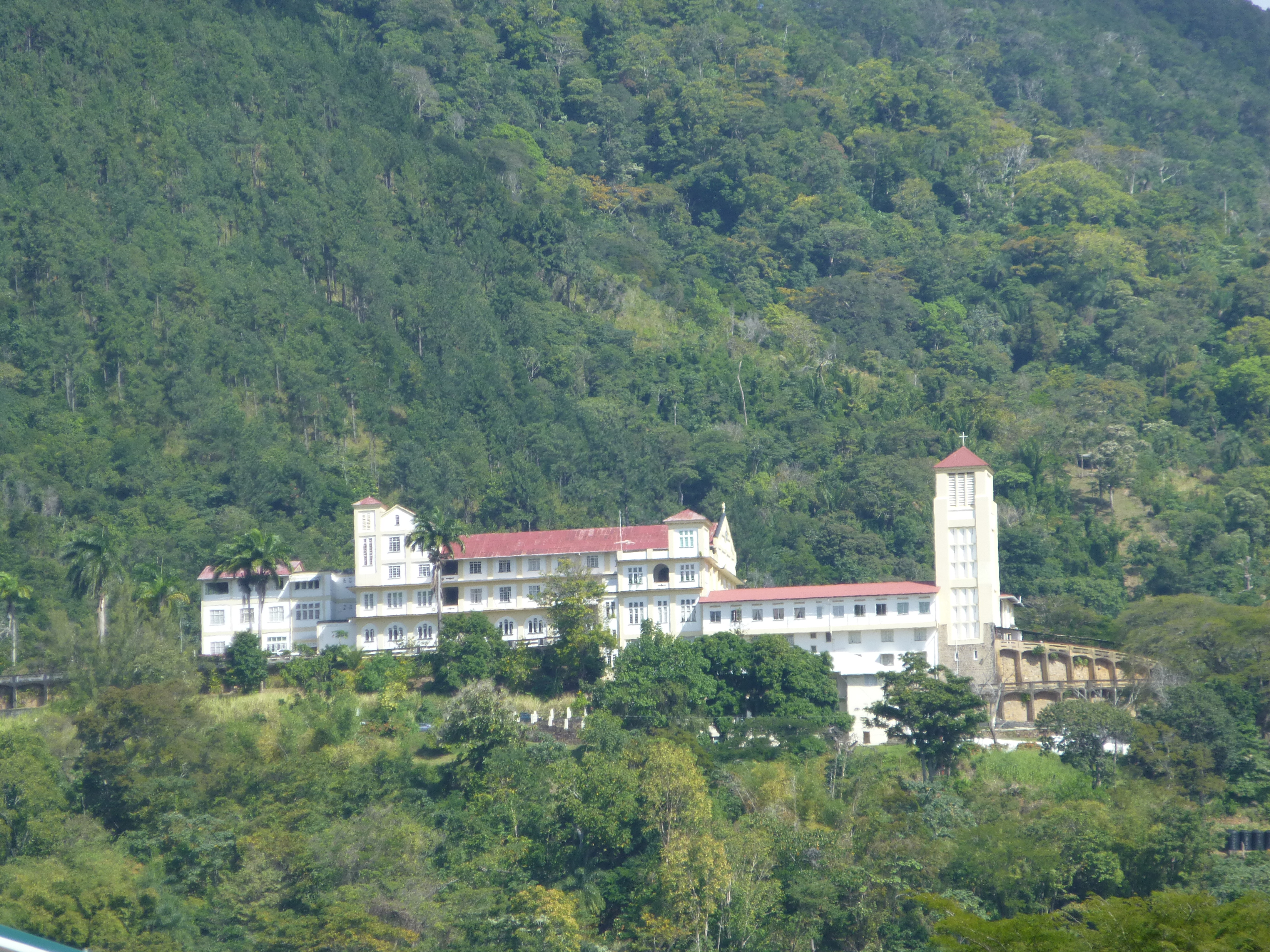
Mount St. Benedict
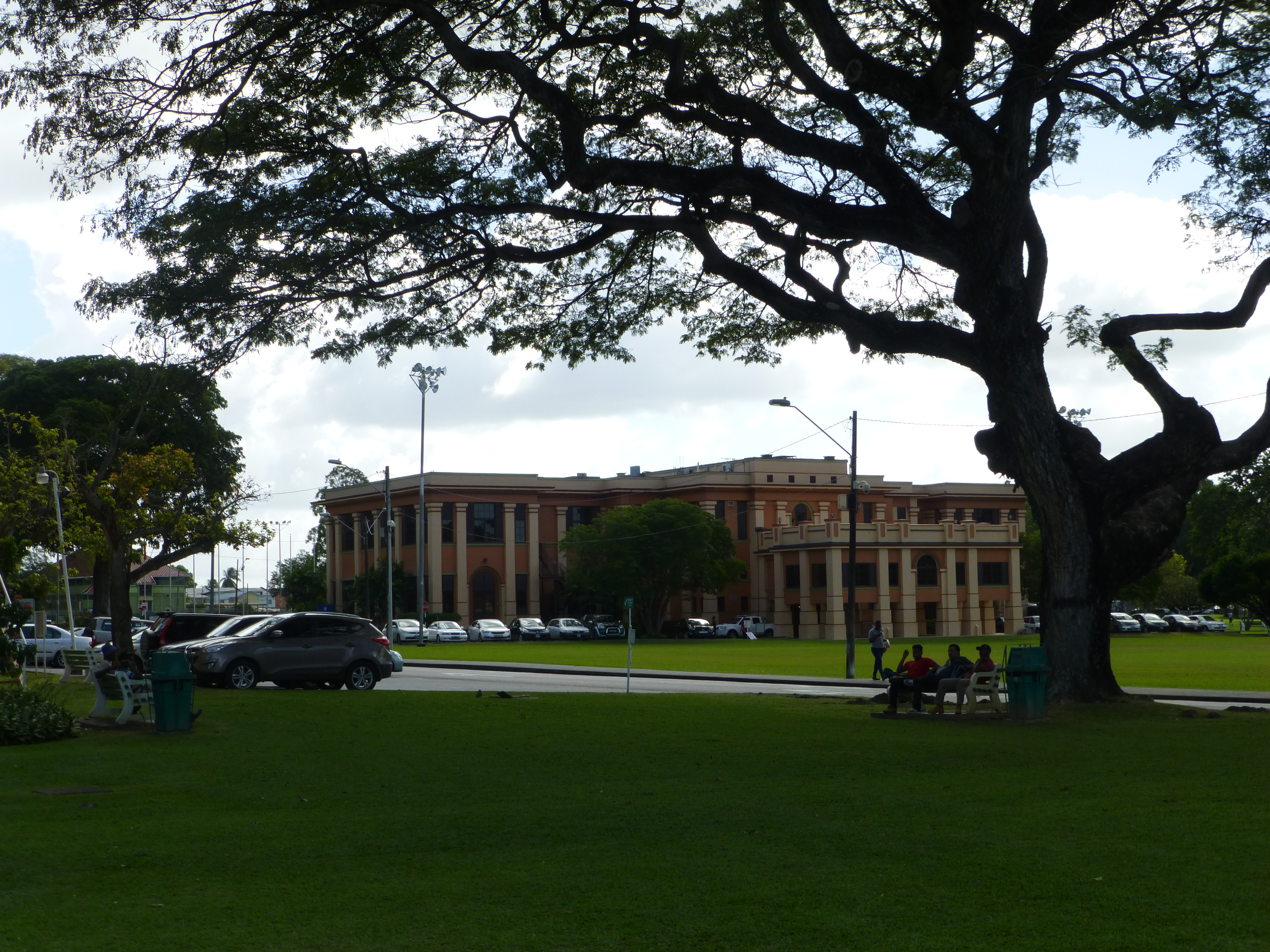
UWI Campus